# Маруланда, Мануэль
Пе́дро Анто́нио Мари́н (исп. Pedro Antonio Marín) (12 мая 1930, Хенова, Киндио, Колумбия — 26 марта 2008, Колумбия), более известный как команданте Мануэ́ль Марула́нда Ве́лес (исп. Manuel Marulanda Vélez) или Тирофихо (исп. Tirofijo — «меткий выстрел») — основатель и бессменный лидер ФАРК (Революционные вооружённые силы Колумбии — Армия народа, РВСК-АН) (исп. Fuerzas Armadas Revolucionarias de Colombia — Ejército del Pueblo, FARC-EP).

## Биография
Родился в западной Колумбии, в городе Хенова, департамент Киндио, в семье крестьян — сборщиков кофе. Дед и отец Педро участвовали в либеральном движении. В ходе периода Ла Виоленсия отец Педро командовал либеральным ополчением в поселке Сеилан, Педро также участвовал в герилье. После примирения либералов и консерваторов Педро примкнул к прокоммунистическим силам под влиянием леворадикального студента Хакобо Аренаса, сменил имя на Мануэль Маруландо и вступил в компартию.
В 1964 году возглавил отряд из 47 крестьян на юге департамента Толима, выступив против правительственных войск, направленных в департамент в рамках т. н. «Плана Лассо» для подавления мирных политических выступлений жителей департамента. Выступление отряда Маруланды положило начало созданию ФАРК, объявивших себя вооруженным крылом Коммунистической партии и ставящих целью политическое и социальное освобождение Колумбии.
В течение более чем 40 лет Маруланда возглавлял ФАРК, являясь идейным и военным руководителем колумбийской партизанской войны. Основными противниками колумбийских марксистов выступали не только правительственные силы, но и ультраправые парамилитарес.
В марте 2006 года генеральный прокурор США Альберто Гонсалес объявил о награде в 5 млн долларов за голову Тирофихо либо за сообщение о его местонахождении, которое обеспечило бы его поимку. Несмотря на это Маруланда так и не был пойман. 26 марта 2008 года он умер от инфаркта миокарда. Пост Главнокомандующего ФАРК был передан Альфонсо Кано.
Фидель Кастро отмечал: "Я никогда не разговаривал с Маруландой, но разговаривал с честными писателями и представителями интеллигенции, которые его хорошо знали. Я проанализировал его идеи и историю. Он, несомненно, был смелым и революционным человеком, не колеблясь, я утверждаю это. Я уже объяснял, что я не был согласен с ним в отношении его концепции тактики".